# Авіаносці класу «Німіц»
Авіаносці класу «Німіц» (англ. Nimitz-class aircraft carrier) — серія американських авіаносців з ядерною силовою установкою, є найбільшими військовими суднами у світі. Назва класу, як і назва першого побудованого авіаносця «Німіц», дана на честь відомого американського адмірала Честера Німіца.
Перший атомний багатоцільовий авіаносець класу «Німіц» було закладено 22 червня 1968 року. Будівництво тривало чотири роки, передача до складу флоту відбулася 3 травня 1975 року.
Всього, починаючи з 1968 року, було побудовано 10 суден. Серія кораблів «Німіц» стала найбільшою в післявоєнний період. Всі авіаносці цього класу були побудовані і продовжують будуватися на суднобудівельній верфі в місті Ньюпорт-Ньюс, штат Вірджинія.
Відповідно до класифікації кораблів ВМС США всі судна цього класу мають бортовий номер (англ. Hull number), наприклад перший корабель цього класу має номер CVN-68, де позначення CVN — багатоцільовий авіаносець з ядерною енергоустановкою (Carrier Vessel Nuclear), а 68 — порядковий номер авіаносця в ВМС США.

## Основні характеристики
- Виробник: Northrop Grumman Corporation, Ньюпорт-Ньюс, Вірджинія
- Довжина: 333 м
- Ширина польотної палуби: 76,8-78,4 м
- Водотоннажність: 98 235 тонн, максимум 104 112 тонн при повному завантаженні
- Швидкість: 30 вузлів (близько 56 км/год)
- Енергоустановка: два реактори A4W, чотири парові турбіни
- Авіація: максимум 90 одиниць, зокрема 64 літаки (включаючи 48 ударних і 16 літаків підтримки) і 26 вертольотів палубного базування
- Команда: екіпаж 3200 чоловік + авіакрило 2480 чоловік
- Термін експлуатації: понад 50 років
- Час експлуатації реакторів без заміни енергоносіїв: близько 20 років.
- Вартість: 2,3 млрд $, без вартості авіакрила (у цінах 1980 року)

## Огляд
Всі кораблі класу «Німіц» конструктивно практично однакові, проте починаючи з четвертого, мають збільшені водотоннажність, осідання і період між перезарядженнями палива ядерних реакторів (до 20 років). Вони можуть відрізнятися складом авіакрил, що діють з них, комплексом радіоелектронного озброєння, а також наявністю додаткового устаткування. Наприклад, на авіаносці «Карл Вінсон» встановлений тренажерний комплекс, що дозволяє відпрацьовувати навчально-бойові завдання в масштабі з'єднання.
Авіаносці типу «Німіц» побудовані по класичній схемі, але в той же час мають ряд особливостей: корпус зварений із сталевих листів, а основні несучі конструкції, включаючи польотну палубу, виконані з броньової сталі.
Повну водотоннажність кораблів пізньої (починаючи з CVN72) споруди становить 102 000 тонн. Силова установка складається з двох водо-водяних реакторів A4G/A1W, які працюють на чотири парові турбіни загальною максимальною потужністю 280000 к.с. Турбіни обертають чотири п'ятилопатеві пропелери. Допоміжна силова установка складається з чотирьох дизелів загальною потужністю 10720 к.с.
На кораблі є більше 4000 приміщень різного призначення.
Екіпаж корабля складається з 3184 чоловік (203 офіцери) корабельної команди, 2800 чоловік (366 офіцерів) авіагрупи, і 70 (25) чоловік командування авіаносної ударної групи. Всього на кораблі можна розмістити понад 6000 чоловік.
В даний час стандартне авіакрило включає 78 літаків і вертольотів: 20 винищувачів Grumman F-14 Tomcat, 36 винищувачів-бомбардувальників McDonnell Douglas F/A-18 Hornet та Boeing F/A-18E/F Super Hornet, 8 літаків протичовнової оборони (ПЧО) Lockheed S-3 Viking (часто використовуються як розвідники або літаючі танкери), 4 літаки дальнього радіолокаційного виявлення Northrop Grumman E-2 Hawkeye, 4 літаки радіоелектронної боротьби Grumman EA-6 Prowler, 4 вертольоти ПЧО і 2 пошуково-рятувальні вертольоти Sikorsky SH-60 Seahawk. Захисне озброєння корабля включає три зенітні ракетні комплекси «RIM-7 Sea Sparrow» і чотири 20-міліметрові зенітні артилерійські комплекси Phalanx CIWS. Бортове озброєння призначене для забезпечення захисту корабля головним чином від повітряного супротивника, що прорвав дальній і середні рубежі ППО авіаносної ударної групи. Два тритрубні 324-міліметрові торпедні апарати служать для боротьби з торпедами, що атакують корабель з корми.
Радіоелектронні засоби включають станції радіолокаційного виявлення, управління повітряним рухом і навігації, станції супутникового зв'язку системи SATCOM, управління з цифровими лініями зв'язку, станції радіоелектронної боротьби і постановки перешкод, станції ЗРК, а також навігаційну систему TACAN. Остання забезпечує одночасно до ста літаків даними про їхнє місцерозташування в радіусі трьохсот миль від авіаносця.

## Список авіаносців класу «Німіц»
| №   | Назва                     | Верф                                       | Закладено  | Спущений   | В строю    | Списано | Порт приписки |
| 1.  | CVN-68 «Німіц»            | Northrop Grumman Shipbuilding Newport News | 22.06.1968 | 13.05.1972 | 03.05.1975 |         | Еверетт       |
| 2.  | CVN-69 «Дуайт Ейзенхауер» | Northrop Grumman Shipbuilding Newport News | 15.08.1970 | 11.10.1975 | 18.10.1977 |         | Норфолк       |
| 3.  | CVN-70 «Карл Вінсон»      | Northrop Grumman Shipbuilding Newport News | 11.10.1975 | 15.03.1980 | 13.03.1982 |         | Сан-Дієго     |
| 4.  | CVN-71 «Теодор Рузвельт»  | Northrop Grumman Shipbuilding Newport News | 31.10.1981 | 27.10.1984 | 25.10.1986 |         | Норфолк       |
| 5.  | CVN-72 «Авраам Лінкольн»  | Northrop Grumman Shipbuilding Newport News | 03.11.1984 | 13.02.1988 | 11.11.1989 |         | Еверетт       |
| 6.  | CVN-73 «Джордж Вашингтон» | Northrop Grumman Shipbuilding Newport News | 25.08.1986 | 21.07.1990 | 04.07.1992 |         | Йокосука      |
| 7.  | CVN-74 «Джон Стенніс»     | Northrop Grumman Shipbuilding Newport News | 13.03.1991 | 11.11.1993 | 09.12.1995 |         | Бремертон     |
| 8.  | CVN-75 «Гаррі Трумен»     | Northrop Grumman Shipbuilding Newport News | 29.11.1993 | 07.09.1996 | 25.07.1998 |         | Норфолк       |
| 9.  | CVN-76 «Рональд Рейган»   | Northrop Grumman Shipbuilding Newport News | 12.02.1998 | 04.03.2001 | 12.07.2003 |         | Сан-Дієго     |
| 10. | CVN-77 «Джордж Буш»       | Northrop Grumman Shipbuilding Newport News | 06.09.2003 | 09.10.2006 | 10.01.2009 |         | Норфолк       |

Останній корабель серії «Джордж Буш» (CVN-77) був спущений на воду 10 січня 2009 в Northrop Grumman Shipbuilding Newport News (Newport-News, штат Вірджинія) за участі 41-й президента США Джорджа Буша і його сина діючого 43-го президента США Джорджа Буша молодшого. Останній, 10-й авіаносець серії запланований до вступу на службу влітку 2009.
CVN-77 буде «перехідним» кораблем від типу «Німіц» до нових авіаносців CVX. На цьому кораблі передбачається відпрацювати перспективні технології, передбачені до використання в конструкції CVX. Авіаносець матиме змінену конструкцію корпусу і остова, зменшену помітність радіолокації, вдосконалені катапульти і системи обслуговування літаків, а також скорочений екіпаж. CVN-77 замінить в строю останній американський авіаносець з неядерною силовою установкою «Кітті-Хок», термін служби якого до 2008 року складе 47 років.